# 洛可 (加利福尼亞州)
魯克（英語：Rucker）是位於美國加利福尼亞州聖塔克拉拉縣的一個非建制地區。該地的面積和人口皆未知。

## 地理
魯克的座標為37°03′15″N 121°35′28″W / 37.05417°N 121.59111°W，而該地的平均海拔高度為1666米（即5466英尺）。